# Lúcia Petterle
Lúcia Petterle (née le 31 octobre 1949) est  médecin et la première et unique femme brésilienne à avoir remporté le prix de Miss Monde en 1971 à ce jour.

## Biographie
Fille d'un militaire, elle a passé son adolescence à Santiago dans le Rio Grande do Sul. Lúcia Petterle a commencé à participer à des concours de beauté en même temps qu'elle étudie la médecine à l'Université Gama Filho.
Elle est élue Miss Monde lors de l'édition de Londres en 1971.